# Pirog

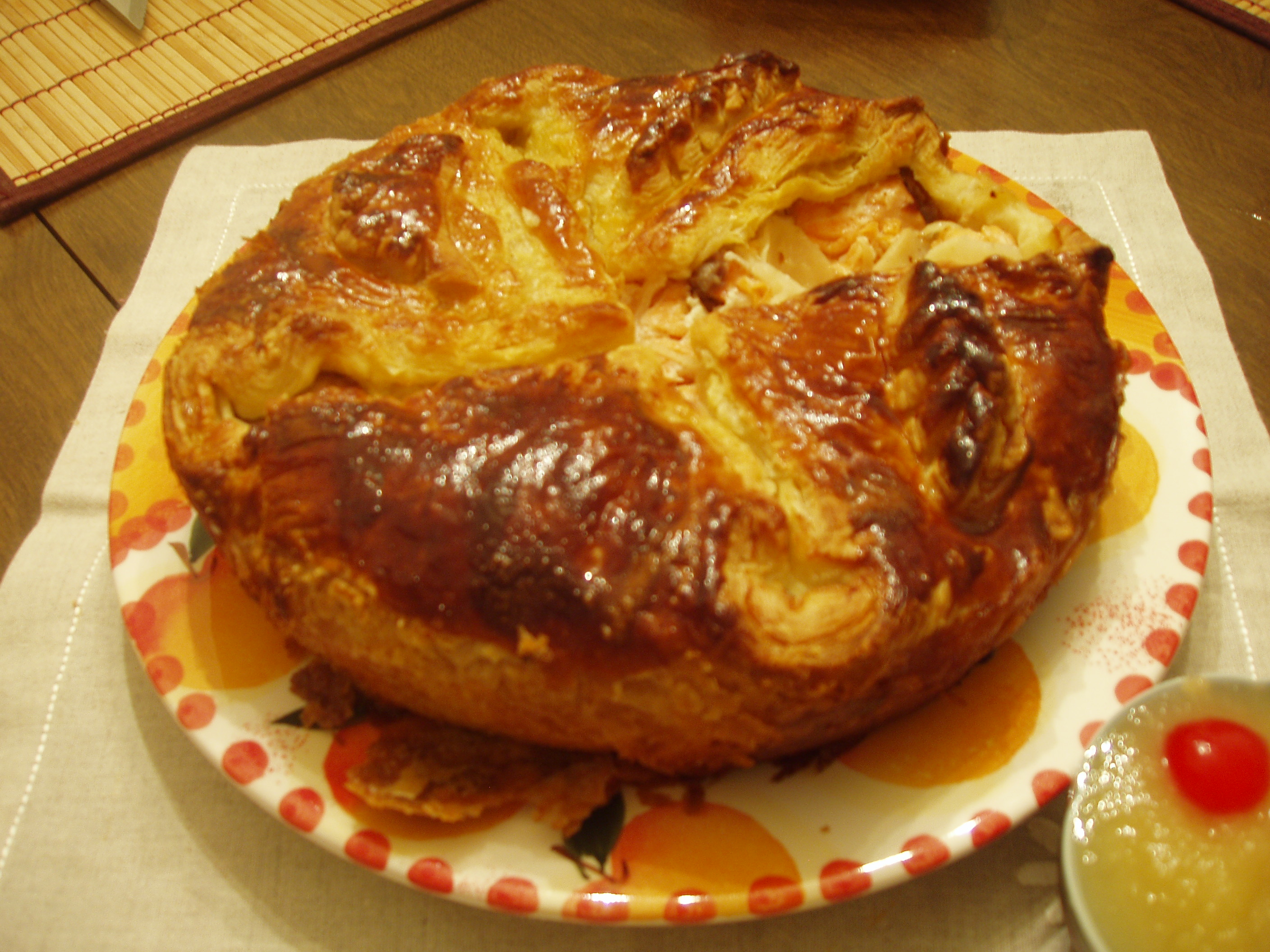

Pirog (em russo: пиро́г [pʲɪrɐˈɡʲi]; em bielorrusso:  піро́г; em lapão setentrional:  pirog em letão:  pīrāgs; em lituano:  pyragas; em finlandês:  piirakka; em sueco:  pirog) é uma massa assada com recheio doce ou salgado. O prato é comum na culinária do Leste Europeu. Pirogi (pl.) são caracterizados como "onipresentes na vida russa" e "o prato mais popular e importante" e "produtos verdadeiramente nacionais" da culinária russa.

## Forma
Pirogi vêm em diferentes formas e formas: muitas vezes são oblongos com pontas afiladas, mas também podem ser circulares ou retangulares. Eles podem ser fechados ou abertos sem crosta no topo.